# Nicolae Gutsa (album)
Nicolaé Gutsa (mai bine cunoscut ca Nicolae Gutsa, fără accent ascuțit), cu subtitlul La grande voix tzigane d'aujourd'hui – The Greatest Living Gypsy Voice (fr. și en. „cea mai mare voce țigănească din zilele noastre”), este o compilație a muzicianului rom din România Nicolae Guță. Discul a fost produs în 1996 special pentru Occident.
Pe disc sunt reluate piese de pe primele trei albume de studio ale cântărețului (Volumul 1, Volumul 2 și Volumul 3), dar figurează și materiale needitate până la acel moment. Piesele apărute anterior au fost reînregistrate de către un ansamblu unic, renunțându-se la sonorități pop (de exemplu, „De când te iubesc pe tine” poate fi auzită cu vioară și fără sintetizator)..

## Lista pistelor
1. Pale amande sin abeau (2:44)
2. De-ar fi lumea de hârtie (5:08)
3. De când te cunosc pe tine (5:10)
4. Șucar cai de ghili. Pale tute me merau (4:38)
5. Dacă n-aș avea copii (5:58)
6. Pentru tine, că-mi ești dragă (3:47)
7. Parnioriie so chames (3:24)
8. Mândra mea e doamnă mare (2:56)
9. De ai ști ce mult te iubesc (3:38)
10. Bah tali, san maico, bah tali (4:01)
11. Dacă ai pe lume frați (4:35)
12. N-au valoare mărcile (1:59)
Piesa este cunoscută și sub titlul „Când te văd, mândro dragă, pe tine”.

## Personal
- Nicolae Guță – voce
- Marius Gheorghe – acordeon
- Anton Trifoi – vioară
- Remus Cârpaci – saxofon alto
- Balant Petrovici – chitară
- Tudor Iovanovici – sintetizator
- Erik Marchand – conducerea artistică, mixaj
- Silvio Soave – inginerie de sunet, mixaj

## Aprecieri critice
„«Cea mai mare voce țigănească din zilele noastre» este un titlu destul de insolent, dar Nicolae Guță are motive să creadă că afirmația rezistă. Guță e un cântăreț îndrăzneț (joc de cuvinte: Gutsa/gutsy – n.n.), un interpret cu vână care este capabil să o imprime unei înregistrări. Este un rom dintr-un oraș minier din Transilvania, iar vocea lui pare să acopere golul dintre folclorul țigănesc de la sat și sonoritatea orășenească, mai apropiată de jazz. În fapt, unele dintre piese sună de parcă ar proveni din repertoriul lui Django Reinhardt; Guță cântă figuri melodice în staccato la o viteză pe care și Django ar invidia-o. Viziunea lui, de un modernism de neclintit, contaminează și orchestra condusă de acordeonistul Marius Gheorghe, unde suflătorii, vioara și chitara electrică creează un sunet viguros (pe alocuri, întărâtat) care nu moleșește vocea. Într-un moment, muzicienii au intrepiditatea să atace o rumba, iar rezultatul e splendid! Poetic, pasionat și modern: Guță merită cu siguranță să fie apreciat printre cei mai buni.”—RootsWorld